# Vitrektomie
Die Vitrektomie (lateinisch vitreus „gläsern“, griechisch ek „heraus“ und tomein „schneiden“) ist der Teilschritt einer Augenoperation, bei dem gezielt Teile des Glaskörpers chirurgisch entfernt werden. Sofern die Operation einzig die Vitrektomie zum Ziel hat, wird üblicherweise die ganze Operation so benannt.

## Indikationen
Eine Vitrektomie wird oft im Rahmen einer fortgeschrittenen proliferativen diabetischen Retinopathie, bei vorhandener Netzhautablösung oder erheblichen Glaskörperblutungen erforderlich. Sie kann auch als diagnostische Vitrektomie bei Glaskörpertrübungen unbekannter Genese durchgeführt werden. Die Glaskörperproben werden anschließend bakteriologisch, virologisch und zytologisch untersucht. Netzhautablösungen mit Netzhautlöchern werden zunehmend im Rahmen einer Vitrektomie versorgt und stellen die häufigste Indikation zur Vitrektomie. Auch zur Entfernung epiretinaler Gliosen muss eine Vitrektomie erfolgen. Des Weiteren hat die Vitrektomie die Prognose von Augenverletzungen mit Perforation der Lederhaut sehr verbessert, da bei diesem Verfahren auch ins Auge gelangte Fremdkörper entfernt werden sowie Antibiotika appliziert werden können.

## Pars-plana-Vitrektomie
Die Pars-plana-Vitrektomie (PpV oder PPV) ist die Vitrektomie im geschlossenen System. Der Zugang zum Glaskörper erfolgt durch die Wand des Augapfels auf Höhe der Region der Pars plana, einem Abschnitt, der zwischen dem äußeren Rand der Netzhaut und dem Ziliarkörper liegt und weder große Gefäße noch funktionell unersetzliches Gewebe enthält.
Bei der Operation werden durch drei Trokare von 23-, 25- oder 27 Gauge folgende Werkzeuge eingeführt:
- eine Infusion samt Absaugung,
- eine Lichtquelle,
- ein chirurgisches Werkzeug (Vitrektom, spezielle Scheren, Greifer, Häkchen).

So können der Glaskörper und andere an der Erkrankung beteiligte Gewebe entfernt werden. Die Infusion hält den Druck im Auge aufrecht. Um eine abgelöste Netzhaut zurückzulegen, kann der Glaskörperraum mit Gas, Silikonöl oder Perfluorcarbonen gefüllt werden. Eine wieder zur Anlage gebrachte Netzhaut kann dann mittels Laser-Koagulation und/oder Kälte-Koagulation (Durchfrierung) mit der Aderhaut verbunden werden. Durch den sterilen Entzündungsreiz der Laserhitze bzw. der Kälte bilden sich in der Folge stabilisierende Narben, die einer erneuten Netzhautablösung entgegenwirken.

## Ergebnisse und Komplikationen
Die Operation kann sehr gute Ergebnisse erzielen, jedoch sind operative und postoperative Probleme nicht selten, die inzwischen als beherrschbar gelten. So kommt es fast immer innerhalb von ein bis zwei Jahren nach einer Vitrektomie zur Ausbildung eines grauen Stars (Katarakt). Weitere mögliche Komplikationen sind u. a. Netzhautablösungen, weshalb eine Vitrektomie bei harmloseren Beschwerden wie Mouches volantes nur in Ausnahmefällen zum Einsatz kommt. Bei diabetischer Retinopathie und anderen Erkrankungen der Netzhaut können die krankheitsbedingten Schäden zum Teil irreparabel sein, so dass trotz erfolgreicher Vitrektomie die vollständige Wiederherstellung der Sehkraft unsicher ist.

## Geschichte der Operationstechnik
Bis in die 1960er Jahre hinein wurden chirurgische Eingriffe am Glaskörper vermieden, da die vielfältigen Komplikationen der Glaskörper-Ersetzung noch nicht gut beherrscht wurden. Zu dieser Zeit war die übliche Technik eine Tupfervitrektomie, bei der das vorgefallene Glaskörpergewebe mit einem Tupfer angesaugt, aus dem Augapfel herausgezogen und mit einer Schere abgeschnitten wird. Die Entwicklung spezieller Vitrektome (Saug-Schneidegeräte) machte später das Ausüben von Zug auf den Glaskörper unnötig; dadurch sank die Komplikationsrate beträchtlich.
Mit der Entwicklung der Vitrektomie im geschlossenen System (Pars-plana-Vitrektomie, PPV), durch welche ein Druckabfall im Augapfel während der Operation weitgehend vermieden werden kann, erfolgte der Übergang vom defensiven Reagieren auf Situationen, die einen Eingriff am Glaskörper unumgänglich machen, zum geplanten Einsatz der Vitrektomie für eine wachsende Anzahl von Indikationen.
Als Pionier in der Entwicklung der Vitrektomie gilt der deutschstämmige US-Amerikaner Robert Machemer (1933–2009).